# Рябов Артур Андрійович
 Артур Андрійович Рябов (нар. 20 серпня 2000) — український футболіст, центральний півзахисник черкаського клубу ЛНЗ.

## Життєпис
Артур Рябов' народився 20 серпня 2000 року в місті Комарно. Вихованець луцької футбольної школи, де й розпочав свої перші кроки у футболі. У 2018 році дебютував у професійному футболі, приєднавшись до основної команди «Волині», яка виступала у Першій лізі. Починаючи з сезону 2018/19 років виступав за дублюючий складі «Волині» (21 матч, 3 голи). Дебютував за дорослу команду лучан 25 травня 2019 року в нічийному (0:0) виїзному поєдинку 30-о туру Першої ліги проти «Гірник-спорту». Артур вийшов на поле на 89-й хвилині, замінивши Младена Бартуловича. За «Волинь» провів понад 70 матчів, відзначившись кількома голами та ставши основним гравцем середньої лінії. У 2020 році також зіграв кілька матчів за дублюючий склад — «Волинь-2» у Другій лізі.
У 2022 році перейшов до львівських «Карпат», з якими виступав у Першій лізі. У складі «Карпат» Рябов демонстрував стабільну гру в центрі поля, а в сезоні 2024/25 дебютував у Прем'єр-лізі. За два сезони в складі львівського клубу він провів понад 50 матчів, забивши 5 м'ячів.
На початку 2025 року підписав контракт із «Рухом» (Львів), де швидко став важливою частиною півзахисту. Виступаючи в українській Прем'єр-лізі, Артур Рябов зарекомендував себе як технічний і працездатний центральний півзахисник із хорошим баченням поля.
9 червня 2025 року підписав контракт з черкаським ЛНЗ.

## Статистика

### Клубна статистика
| Сезон   | Клуб           | Ліга         | Матчі (Голи) | Кубок | Всього  |
| ------- | -------------- | ------------ | ------------ | ----- | ------- |
| 2018–19 | Волинь Луцьк   | Перша ліга   | 1 (0)        | 0 (0) | 1 (0)   |
| 2019–20 | Волинь Луцьк   | Перша ліга   | 17 (0)       | 1 (0) | 18 (0)  |
| 2020–21 | Волинь Луцьк   | Перша ліга   | 24 (2)       | 2 (0) | 26 (2)  |
| 2020    | Волинь-2 Луцьк | Друга ліга   | 2 (0)        | –     | 2 (0)   |
| 2021–22 | Волинь Луцьк   | Перша ліга   | 26 (1)       | 1 (0) | 27 (1)  |
| 2022–23 | Карпати Львів  | Перша ліга   | 20 (2)       | 1 (0) | 21 (2)  |
| 2023–24 | Карпати Львів  | Перша ліга   | 26 (3)       | 0 (0) | 26 (3)  |
| 2024–25 | Карпати Львів  | Прем'єр-ліга | 4 (0)        | 0 (0) | 4 (0)   |
| 2024–25 | Рух Львів      | Прем'єр-ліга | 12 (1)       | 1 (0) | 13 (1)  |
| 2025–26 | ЛНЗ Черкаси    | Прем'єр-ліга | —            | —     | —       |
| Разом   | Разом          | Разом        | 133 (9)      | 6 (0) | 139 (9) |

## Досягнення

### Командні
Карпати Львів
- Віцечемпіон Першої ліги України: 2023/24

### Особисті
- Визнаний MVP матчу Рух — Верес (1:0), УПЛ, квітень 2025